# Departamento de Potosí (Confederación Perú-Boliviana)
Potosí fue uno de los siete departamentos que conformaban el Estado Boliviano, perteneciente a la Confederación Perú-Boliviana.
Limitaba al norte con el departamento de La Paz, al este con los departamentos de Cochabamba, Chuquisaca y Tarija, al oeste con el departamento del Litoral perteneciente al Estado Sud-Peruano y el océano Pacífico y al sur con Argentina y Chile.

## Historia
Potosí envió diputados al Congreso de Tapacarí de junio de 1836, en donde el gobierno boliviano al mando del general Andrés de Santa Cruz en donde acordaron que posterior a la intervención militar en Perú, dar el reconocimiento a la creación de la Confederación Peruano-Boliviana.
La Ley Fundamental de 1837, firmado en la ciudad de Tacna, con aprobación del autoproclamado supremo protector Andrés de Santa Cruz, reconoció a Potosí como un departamento fundador de la Confederación.
El Gobierno General de la Confederación minimizó la disputa territorial entre las entonces República Peruana y Bolivia, por otra parte incluyó las reclamaciones territoriales hacia Argentina dentro del departamento. Así mismo la zona sur de Potosí posterior a la caída de la Confederación, por contextos históricos bélicos, pasó a formar parte de Chile.

## Organización
Potosí estaba sujeto al Gobierno General, su gobernador era nombrado por el presidente del Estado, y este a su vez era nombrado por el supremo protector de turno. El gobernador estaba en la obligación de elegir representantes de su departamento para participar en las reuniones congresales, que eran ordenadas por el presidente del Estado boliviano.

## Territorio
El departamento estaba formado por territorio actualmente repartido entre los estados de Argentina, Chile y Bolivia. En lo que respecta a Bolivia, Potosí se encuentra dividido en el departamento homónimo.